# Russische Sommer-Meisterschaften im Skispringen 2009
Die russischen Sommer-Meisterschaften im Skispringen 2009 fanden am 5. September 2009 auf der Mittelschanze in den Worobjowy Gory (трамплин на Воробьёвых горах) in Moskau statt. Moskau war dabei erstmals Austragungsort russischer Skisprung-Meisterschaften, die in diesem Jahr parallel zu jenen der Nordischen Kombination abgehalten wurden. Die besten Athleten aus dem russischen Nationalkader nahmen mit Ausnahme von Ilja Rosljakow nicht an den Wettkämpfen teil. Der Präsident des Skiverbandes Wladimir Slawski begründete dies unter anderem mit der Größe der Schanze. Meister wurde der favorisierte Ilja Rosljakow, während bei den Frauen Marija Sotowa ihren ersten Meistertitel feierte und zugleich die historisch erste russische Sommer-Meisterin wurde.

## Austragungsort
| \| Moskau \| |
| Moskau       |

| Moskau |

## Ergebnisse

### Frauen
| Platz | Name                    | Föderationssubjekt      | Weite 1 | Weite 2 | Punkte |
| ----- | ----------------------- | ----------------------- | ------- | ------- | ------ |
| 01.   | Marija Sotowa           | Oblast Nischni Nowgorod |         |         |        |
| 02.   | Irina Taktajewa         | Moskau                  |         |         |        |
| 03.   | Anastassija Gladyschewa | Region Perm             |         |         |        |

Datum: 5. September 2009
Schanze: Mittelschanze K-72

### Männer
| Platz | Name              | Föderationssubjekt      | Weite 1 | Weite 2 | Punkte |
| ----- | ----------------- | ----------------------- | ------- | ------- | ------ |
| 01.   | Ilja Rosljakow    | Moskau                  | 079,5   | —       | 055,5  |
| 02.   | Pawel Karelin     | Oblast Nischni Nowgorod | 077,0   | —       | 055,0  |
| 03.   | Alexander Sardyko | Oblast Nischni Nowgorod | 073,5   | —       | 052,5  |

Datum: 5. September 2009
Schanze: Mittelschanze K-72
Nach einer Jury-Entscheidung wurde der Finaldurchgang abgesagt. Russischer Meister wurde mit einem Vorsprung von 0,5 Punkten Ilja Rosljakow.